# Иванко, Виталий Николаевич
Вита́лий Никола́евич Иванко (укр. Віталій Миколайович Іванко; род. 9 апреля 1992, Харьков) — украинский футболист, нападающий.

## Биография

### Клубная карьера
Воспитанник УФК Харьков. В феврале 2008 года перешёл в донецкий «Металлург». В чемпионате Украины дебютировал 17 мая 2008 года в матче против донецкого «Шахтёра» (4:1). Иванко вышел на 81 минуте вместо Александра Косырина. Его дебют состоялся в 16 лет и он стал одним из самых молодых дебютантов «вышки». За 5 лет, проведённых в «Металлурге», нападающий не сумел закрепиться в стартовом составе первой команды, в основном выходя на замены. Оттого и такая низкая результативность — всего 3 гола в 57 официальных матчах.
В январе 2013 года находился на учебно-тренировочном сборе в составе киевского «Арсенала», однако до подписания контракта тогда дело так и не дошло. В конце марта 2013 года покинул расположение «Металлурга», расторгнув контракт.
В июле 2013 года заключил контракт с кипрским клубом «АЕК» (Ларнака). В 2015 играл за «Белшину». Затем пополнил ряды клуба «Гелиос» (Харьков), в составе которого дебютировал 22 августа в матче 1/16 финала Кубка Украины против клуба «Говерла» (Ужгород), выйдя на замену Сергею Панасенко на 80-й минуте встречи. Отыграв сезон за харьковскую команду, в июне 2016 года перебрался в грузинский ФК «Колхети-1913».

### Карьера в сборной
В юношеской сборной Украины до 17 лет провёл 25 матчей и забил 4 гола. Дебютировал 6 октября 2007 года в матче против Молдавии (3:0). В том матче Виталий забил два гола. Также провёл два матча за юношескую сборную Украины до 19 лет.
В 2013 году в составе молодёжной сборной Украины завоевал серебряные медали на Кубке Содружества, где украинцы в финале уступили молодёжной сборной России (2:4). Со своим партнёром по команде Юрием Яковенко и белорусом Артемом Быковым стал вторым бомбардиром на Кубке Содружества (у всех по 4 забитых мяча).